# خوان أنطونيو بوليا
خوان أنطونيو بوليا (30 مارس 1930 - 27 فبراير 2021) كان سياسيًا إسبانيًا شغل منصب نائب وأول رئيس لأراغون، ولعب دورًا رئيسيًا في الانتقال الإسباني إلى الديمقراطية في تلك المنطقة.